# Lilla Lonoks
Lilla Lonoks är en sjö i Kyrkslätts kommun i Finland.   Den ligger i landskapet Nyland, i den södra delen av landet, 30 km väster om huvudstaden Helsingfors. Lilla Lonoks ligger 38 meter över havet. I omgivningarna runt Lilla Lonoks växer i huvudsak barrskog. Arean är 18,1 hektar och strandlinjen är 3,05 kilometer lång. Sjön  ingår i Sjundeå å huvudavrinningsområde. 